# Stinnett (Wisconsin)
Stinnett es un pueblo ubicado en el condado de Washburn en el estado estadounidense de Wisconsin. En el Censo de 2010 tenía una población de 246 habitantes y una densidad poblacional de 2,66 personas por km².

## Geografía
Stinnett se encuentra ubicado en las coordenadas 46°1′36″N 91°36′38″O / 46.02667, -91.61056. Según la Oficina del Censo de los Estados Unidos, Stinnett tiene una superficie total de 92.36 km², de la cual 88.61 km² corresponden a tierra firme y (4.06%) 3.75 km² es agua.

## Demografía
Según el censo de 2010, había 246 personas residiendo en Stinnett. La densidad de población era de 2,66 hab./km². De los 246 habitantes, Stinnett estaba compuesto por el 94.31% blancos, el 0% eran afroamericanos, el 1.22% eran amerindios, el 2.44% eran asiáticos, el 0% eran isleños del Pacífico, el 0% eran de otras razas y el 2.03% pertenecían a dos o más razas. Del total de la población el 4.47% eran hispanos o latinos de cualquier raza.